# 国家投诉受理办公室
国家投诉受理办公室是一个在国家信访局设立的办公室，依据《信访条例》负责受理通过电子邮件和信函提出的投诉事项，2009年1月1日起试运行。 
国家投诉受理办公室目前专题受理“三农”方面的内容，信访人可通过国家信访局网站“网上投诉”栏目或致信国家投诉受理办公室提出投诉事项。

## 职责权限
1. 负责受理公民、法人和外籍人士署真实姓名以电子邮件、信函形式提出的投诉事项；
2. 向有关省（区、市）信访部门和有权处理投诉事项的行政机关交办、督办投诉事项；
3. 协调处理跨地区、跨部门的重要投诉事项；
4. 直接或责成承办投诉事项的地方、部门向投诉人告知、回覆投诉事项的办理情况；
5. 对在处理投诉事项中因失职而造成严重后果的，向有关地方和部门提出责任追究的建议；
6. 综合分析投诉事项及办理情况，向中央领导同志报告，并向有关地方和部门通报；
7. 对全国信访系统投诉受理工作进行业务指导。

## 内设机构
1. 投诉一处
2. 投诉二处
3. 投诉三处
4. 投诉四处
5. 投诉五处
6. 投诉六处

## 不受理的投诉
1. 设定专题内容以外的；
2. 已经进入诉讼、仲裁、行政复议等法定程序的；
3. 有关地方或部门已经受理且在办理期限内的；
4. 已经地方或部门复查、复核的；
5. 投诉要素不全的（投诉事实不清、责任主体不明等）。